# Jean Paul Pierre Casimir-Perier

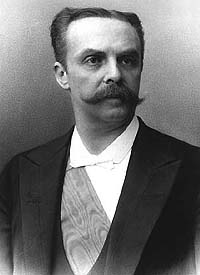
Jean Casimir-Perier

Jean Paul Pierre Casimir-Perier (París, 8 de novembre 1847 - 11 de març 1907) fou un polític francès, president de la Tercera República Francesa del 27 de juny del 1894 al 16 de gener del 1895.
Era fill d'Auguste Casimir-Perier (1811 - 1876), ministre d'interior del govern d'Adolphe Thiers, i net de Casimir Perier (1777 - 1832), president del Conseil sota Lluís Felip I de França.
Fou elegit diputat de centredreta per Nogent-sur-Seine del 1876 al 1894; durant el 1893-1894 fou president de la Cambra de diputats i president del consell de ministre. També fou sotsecretari d'estat per educació el 1877-1879 i sotsecretari de guerra el 1883-1885. Fou elegit president de la república després de l'assassinat de Marie François Sadi Carnot el 1894 en comptes d'Henri Brisson i Charles Dupuy, però cal cap d'un any fou obligat a dimitir per pressions dels diputats de la dreta, enmig de l'escàndol per l'afer Dreyfus.